# Eois cogitata
Eois cogitata är en fjärilsart som beskrevs av Paul Dognin 1915. Eois cogitata ingår i släktet Eois och familjen mätare. Inga underarter finns listade i Catalogue of Life.